# Hieracium aspromontanum
Hieracium aspromontanum es una especie de planta con flor del género Hieracium, de la familia Asteraceae, orden Asterales.

## Distribución
Hieracium aspromontanum se distribuye por Italia.

## Taxonomía
Fue descrita científicamente por Brullo, Scelsi & Spamp. Fue publicada en Veg. Aspromonte: 46 (2001).